# 薬局等構造設備規則
薬局等構造設備規則（やっきょくとうこうぞうせつびきそく、昭和36年2月1日厚生省令第2号）は、薬局、医薬品・医療機器の販売業、医薬品・医薬部外品・化粧品・医療機器の製造所等の構造設備についての基準を定めた厚生労働省令である。
薬機法第6条第1号、第26条第2項、第13条第2項第1号、第23条、第28条第3項第1号、第39条第2項に基づき定められたものである。
本規則は次のような構成になっている。
- 第1章　薬局、医薬品の販売業並びに医療機器の販売業、賃貸業、修理業
- 第2章　医薬品、医薬部外品、化粧品、医療機器の製造業
- 附則

## 対象
薬局、医薬品販売業、医療機器販売業・賃貸業などの小売業が対象となるほか、医薬品、医薬部外品、化粧品、医療機器の製造業、医療機器の修理業なども対象とされる。
外国製造業者であっても、日本において製造販売承認・認証を取得しようとする事業者である場合は、本規則への適合が求められる。日本国内の医薬品、医薬部外品、医療機器の製造販売業者が、その製造を外国の製造所において行う場合は、当該外国製造所も本規則に適合している必要がある。